# 五戶町
五戶町（日语：／ Gonohe machi */?）是位於日本青森縣東南部的町，隸屬於三戶郡。當地人口集中在流經境內的淺水川和五戶川之間的平坦地帶。五戶町在中世紀為軍馬的產地，在江戶時代則作為周邊地區的經濟與文化中心而發展。當地特產為馬肉等農產品。

## 地理
五戸町境內約50%的面積被森林覆蓋，28.4%的土地用於種植耐旱作物與稻作。北端和南端為海拔13至120公尺的丘陵與台地，西部為奧羽山脈東部延伸的丘陵地帶，多被當地居民用於種植果樹和水稻。發源於戶來岳的五戶川和發源自西南邊新鄉村的淺水川以平行方向流經町内。其中五戶川在東邊注入太平洋，淺水川則在東南邊注入馬淵川。而堤澤川、後藤川等河也流經五戶町内。

### 氣候
五戶町全年氣候溫和，年溫差小且降雪量較少。當地年均溫約為10℃，12月至隔年2月受到西北季風的影響，氣溫多下降到0℃以下。夏季受到挾帶涼冷潮濕空氣的東北風吹拂，對當地的農作物生長造成影響。冬季的降雪期則從11月持續至隔年3月。

## 歷史
根據境內發掘出的遺跡顯示，五戸町在約5000多年前的繩紋時代便有人類定居。文治5年（1189年），甲斐國的南部光行因在奧州合戰中立下戰功，而被源賴朝授予陸奧國的糠部五郡，南部光行也成為南部氏的始祖。由於糠部地區的環境適合養馬，因此南部氏利用九戶四門的制度將該地區劃分為九個牧場，當地也因此得名為「五戶」。而關於五戶地區最早的紀錄源自於寬元4年（1246年），在北條時賴的左衛門尉平盛時下達的知行狀中提及「陸奥國糠部五戶」。慶長（1596年至1615年) 年間以後，南部氏在當地設立五戶代官所，五戶地區作為周邊地區的產業、文化和經濟中心而發展。
1889年（明治22年）4月1日，日本施行町村制，並在境內設立五戶村。1915年（大正4年）11月1日，五戶村改為五戶町。1955年（昭和30年）7月1日，五戶町、淺田村、川內村合併成五戶町。2004年（平成16年）7月1日，倉石村與五戶町合併，形成現今的五戶町。

## 行政
現任町長若宮佳一於2023年6月於選舉中首次連任，其任期將持續至2027年6月。

## 經濟
當地以農業為主，生產稻米、蘋果、蒜、薯蕷等農產品。特產則是馬肉等產品。

### 郵政

#### 配送據點
- 郵政服務八戶西分店
  - 五戶配送中心
  - 倉石配送中心

#### 郵政局
- 五戶郵政局（84004）
- 淺田郵政局（84111）
- 上市川郵政局（84132）
- 倉石郵政局（84154）
- 又重簡易郵政局（84710）
- 切谷內簡易郵政局（84734）

## 交通

### 鐵道
本町並沒有鐵道車站，以前南部鐵道曾經營來往尻內車站（現今的八戶車站）與五戶車站的鐵道服務。但由於1968年發生的地震令全線嚴重損毀，加上赤字嚴重無法收復本線，最後決定廢線。

### 巴士
- 南部巴士

除此之外，民間團體「五戶循環巴士營運委員會」亦委託南部巴士免費營運社區巴士「五戶ちんちん巴士」，在醫院、藥舖及五戶町中心商店街運行。

### 道路
- 一般國道
  - 國道4號
  - 國道454號
- 主要地方道
  - 青森縣道15號橋向五戶線
  - 青森縣道20號八戶三澤線
- 一般縣道
  - 青森縣道113號五戶六戶線
  - 青森縣道119號五戶下田停車場線
  - 青森縣道142號倉石五戶線
  - 青森縣道168號切田五戶線
  - 青森縣道214號苫米地兔內線
  - 青森縣道218號栃棚手倉橋線
  - 青森縣道233號淺水南部線

## 觀光

### 景點、遺跡
- 江渡家住宅（荒町）國家重要文化遺產 （页面存档备份，存于）
- 寶福寺（淺水字淺水）本堂（縣重要資產）（页面存档备份，存于）
- 小渡平公園
- わむら（上村）槲樹（倉石中市字中市）縣自然保護植物、估計樹齡650～750年。（页面存档备份，存于）
- 舊圓子家住宅 （倉石中市字中市）縣重要資產（页面存档备份，存于）。
- 五戶町消防隊第一分隊駐地（野月）縣重要資產、大正11年。（页面存档备份，存于）

### 祭典、特別活動
- 五戶祭
- 南部駒踊

## 地域

### 教育

#### 專門學校
- 東北醫學學院

#### 高校
- 青森縣立五戶高校

#### 中學
- 五戶町立川內中學
- 五戶町立五戶中學
- 五戶町立倉石中學

#### 小學
- 五戶町立蛯川小學
- 五戶町立上市川小學
- 五戶町立切谷内小學
- 五戶町立五戶小學
- 五戶町立豐間内小學
- 五戶町立南小學
- 五戶町立石澤小學
- 五戶町立中市小學
- 五戶町立又重小學

### 金融
- 青森銀行五戶分店
- 陸奥銀行五戶分店
- 青森信用金庫五戶分店
- 八戶農業協同組合

## 姐妹城市、提攜都市

### 國外
- 菲律賓新比斯開省巴雲邦市 - 1983年（昭和58年）12月22日 姐妹城市提攜 陣亡者祭奠訪問，教育、文化及體育交流。
- 大韓民國忠清北道沃川郡 - 1997年（平成9年）8月28日姐妹城市提攜 農業技術研修，教育、文化及體育交流。

## 本地出身的名人
- 木村秀正（博士）
- 三浦方義（原職業棒球選手）
- 9代式守勘太夫（前相撲行司）
- 手倉森誠（仙台維加泰監督）
- 手倉森浩（仙台維加泰主教練）
- 下平隆宏（原日本足球代表）
- 古川毅（京都不死鳥U-18教練）